# Mýto
Mýto (en allemand : Mauth) est une ville du district de Rokycany, dans la région de Plzeň, en République tchèque. Sa population s'élevait à 1 594 habitants en 2024.

## Géographie
Mýto se trouve à 12 km au nord-est de Rokycany, à 27 km à l'est-nord-est de Plzeň et à 60 km au sud-ouest de Prague.
La commune est limitée par Těškov, Sirá et Cekov au nord, par Kařízek, Cheznovice, Olešná (district de Beroun) et Těně à l'est, par Strašice au sud et par Medový Újezd et Holoubkov à l'ouest.

## Histoire
La première mention écrite de la localité date de 1336.

## Galerie

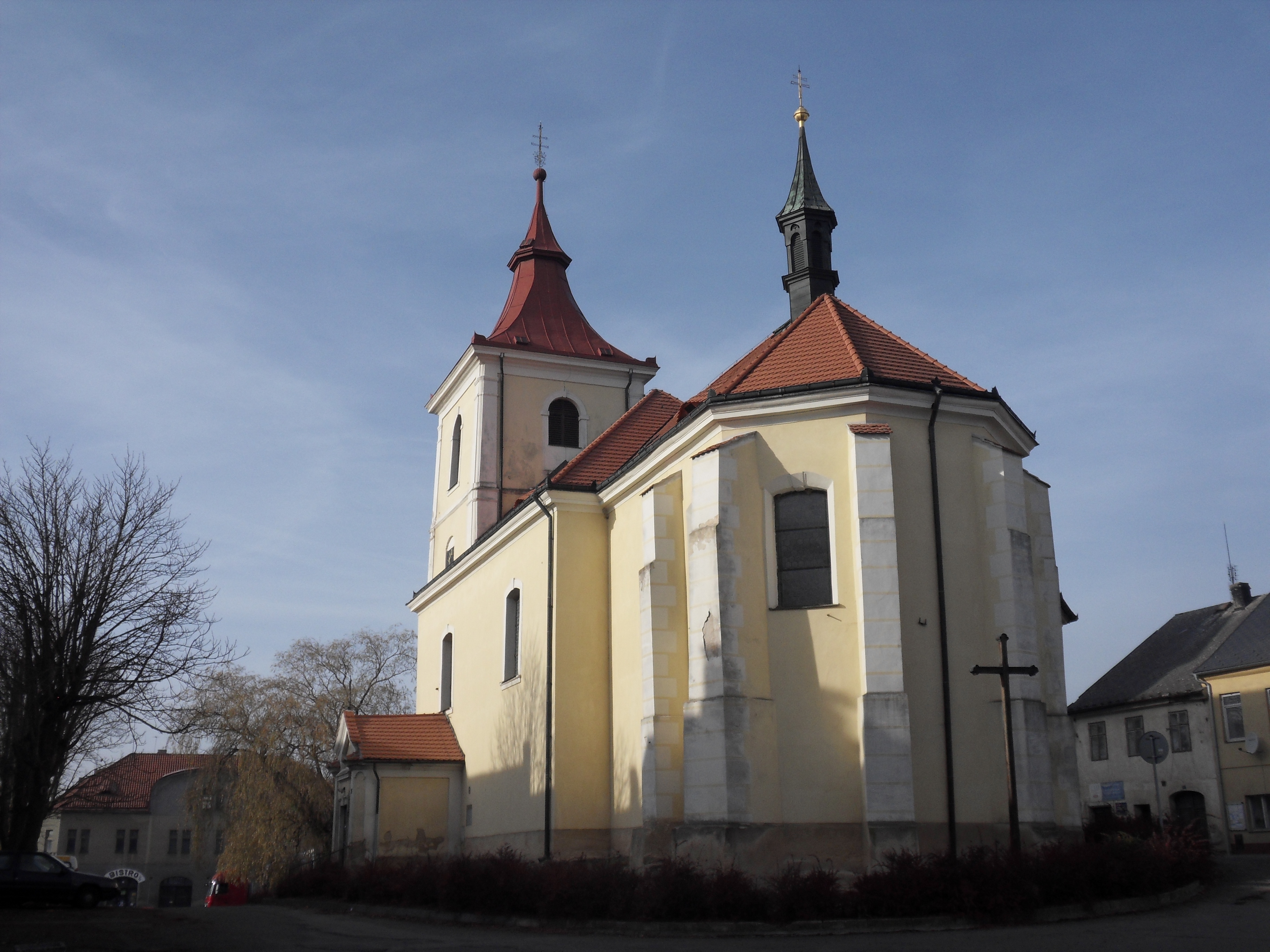
Église Saint-Jean-Baptiste.
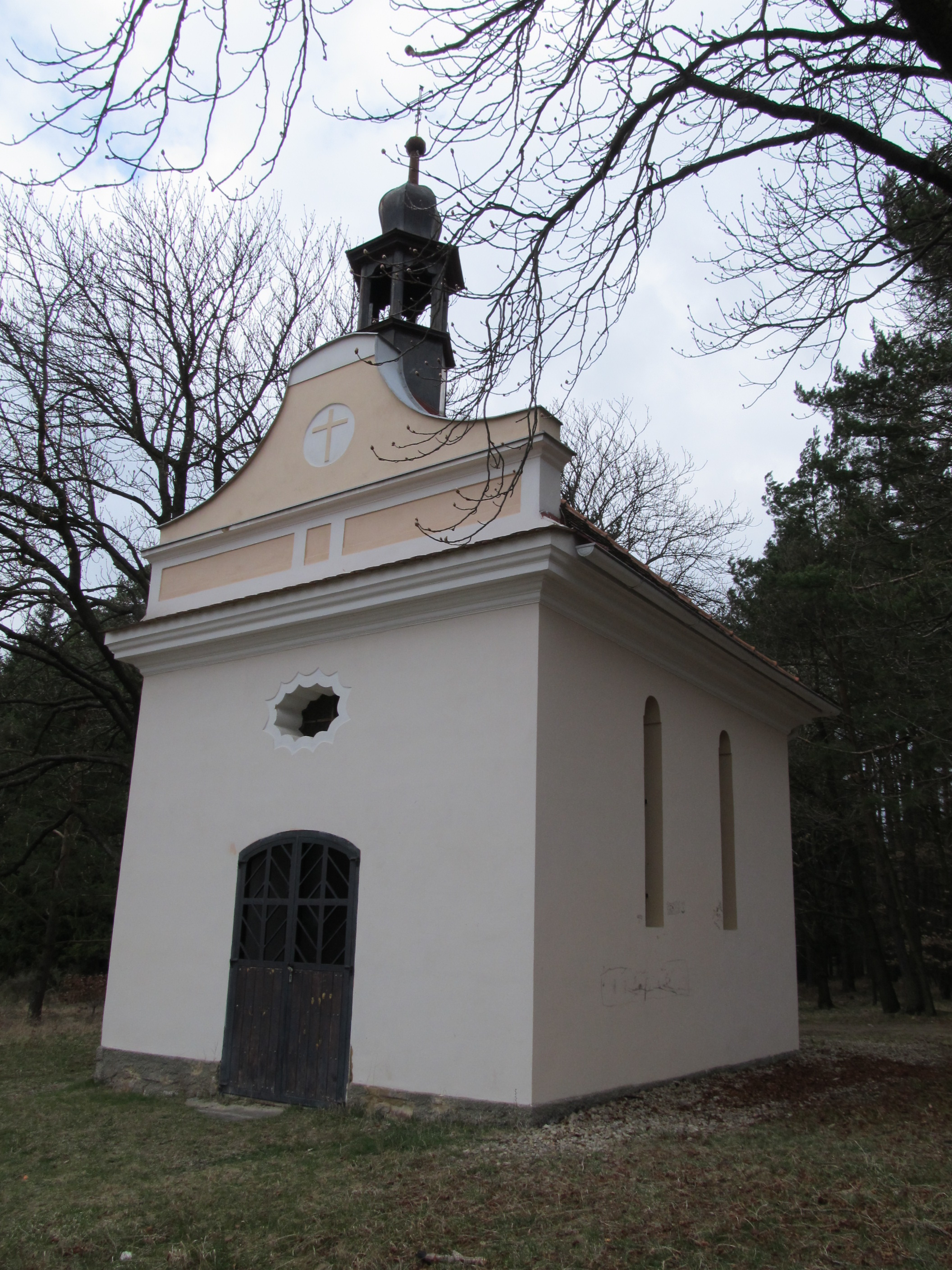
Chapelle Saint-Adalbert.
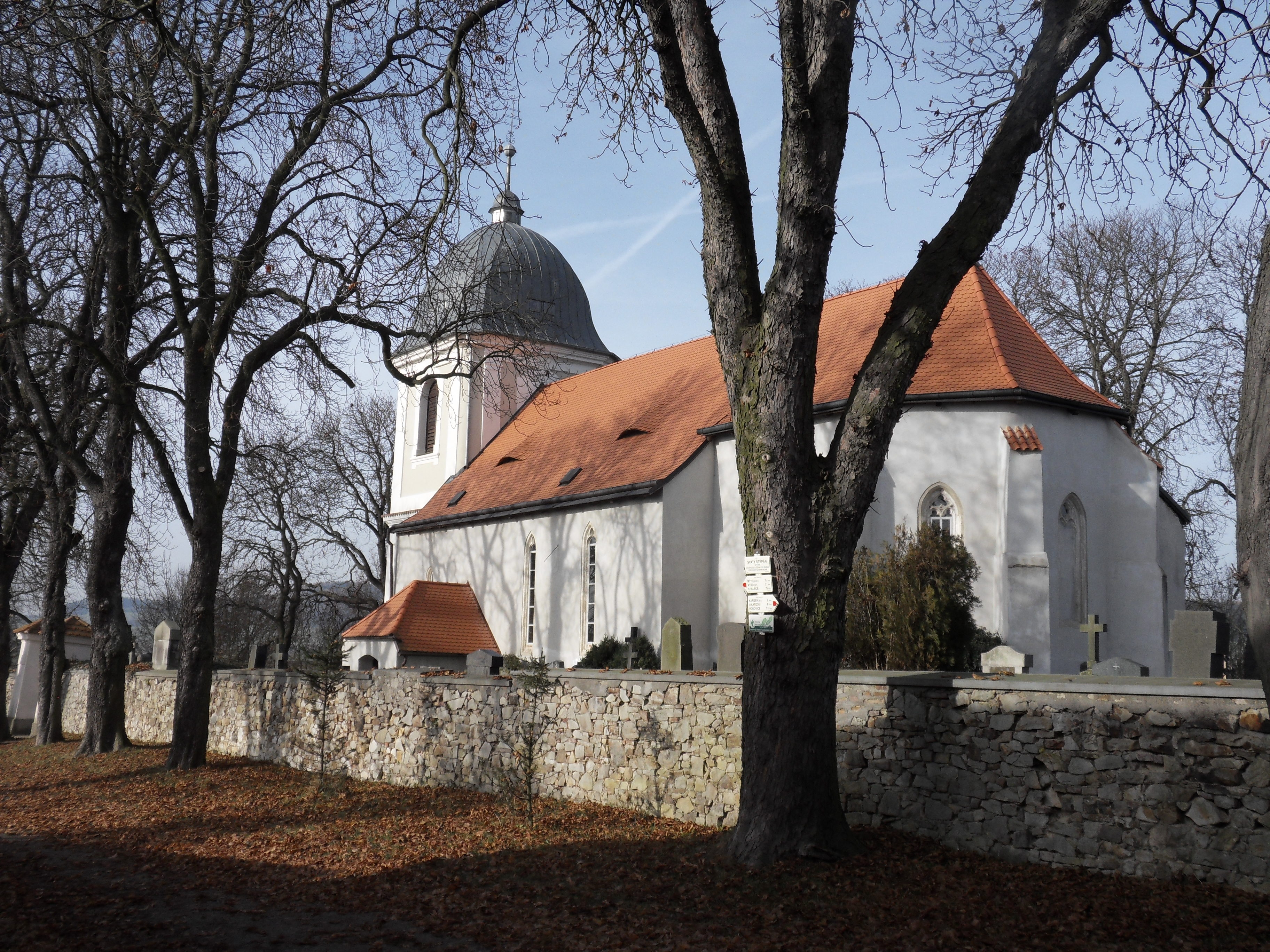
Église Saint-Stéphane.

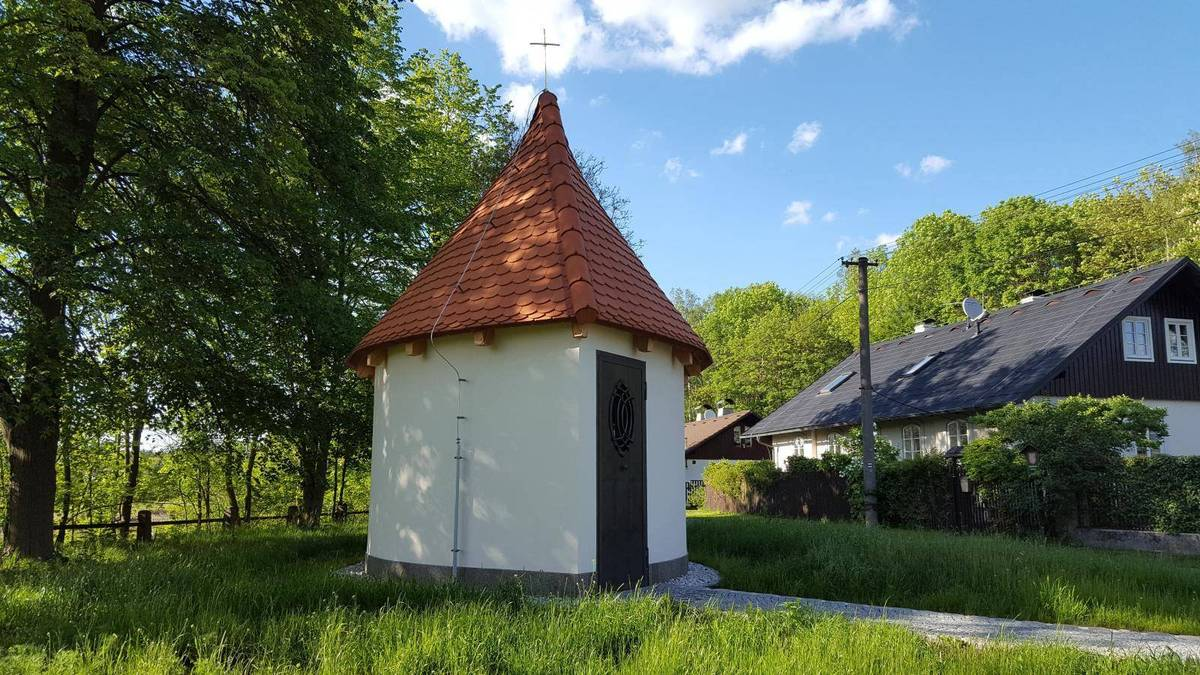
Chapelle Notre-Dame du Rosaire.
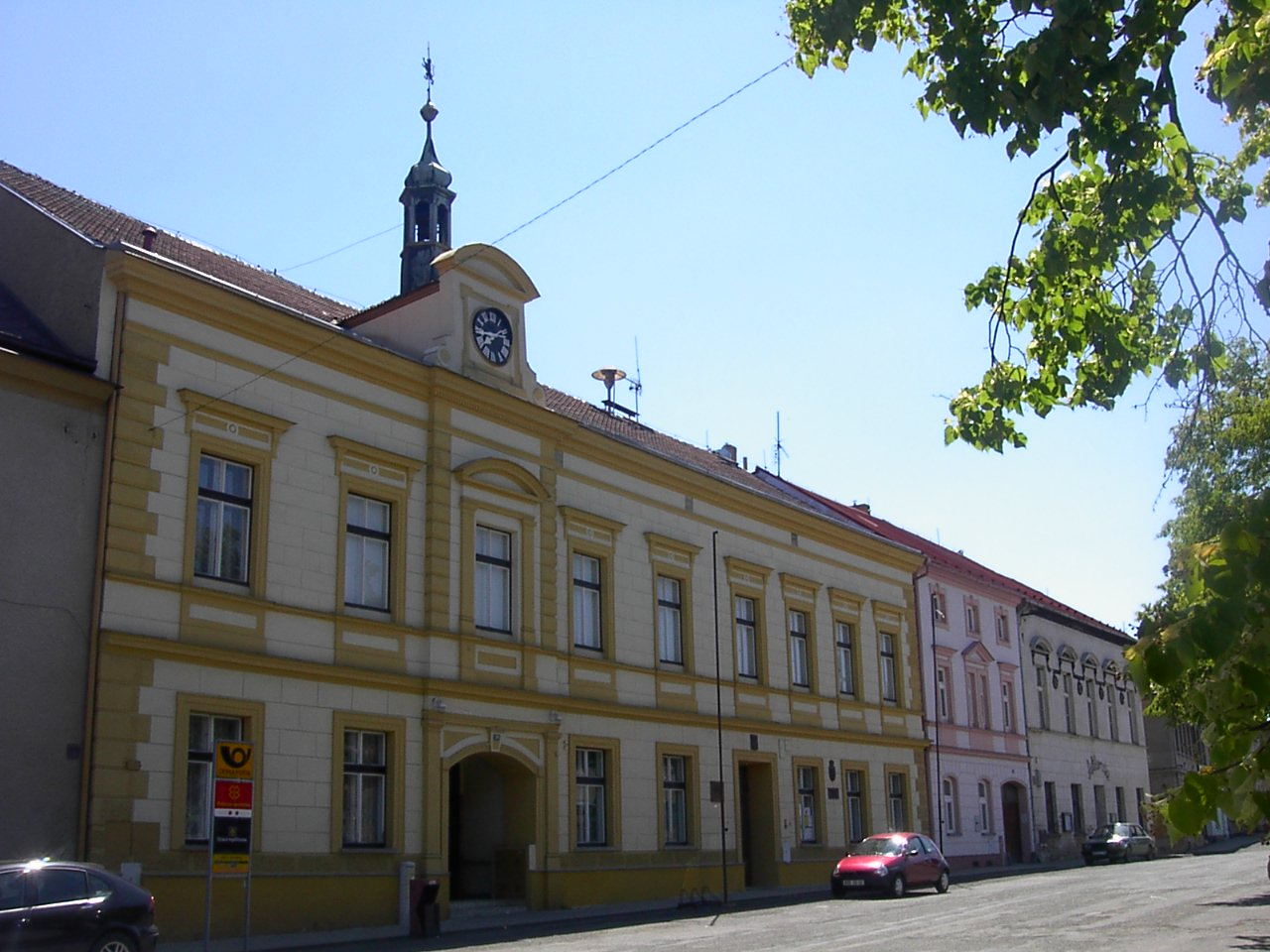
Hôtel de ville.

## Transports
Par la route, Mýto trouve à 10 km de Zbiroh, à 16 km de Rokycany, à 28 km de Plzeň et à 68 km de Prague. Sur le territoire de la commune se trouve un échangeur de l'autoroute D5, qui relie Prague à l'Allemagne par Plzeň. 